# 戸田康泰
戸田 康泰（とだ やすひろ、万延元年6月3日（1860年7月20日） - 明治36年（1903年）3月11日）は、日本の外交官、華族。

## 経歴
江戸呉服橋の藩邸で松本藩最後の藩主松平光則の長男として生まれる。太政官布告により、源姓松平氏を返上し、藤原姓戸田氏に復した。明治14年（1881年）11月、父光則の隠居により、家督を相続した。明治17年（1884年）7月8日に子爵となる。
明治15年（1882年）9月、オーストリア公使館在勤員外書記生となる。明治19年（1886年）、交際官試補となる。明治20年（1887年）、帰国する。明治31年（1898年）1月、式部官となる。また、明治22年（1889年）三条実美らと北海道雨竜郡に華族組合農場を経営したが、4年あまりで解散した。

## 親族
- 先妻：同子（なみこ、細川利永長女、離縁。のち細川利文の妻[1]
- 後妻：芳子（しげこ、浅野懋昭女）[1]
- 後妻：富子（とみこ、徳川慶勝八女。もと毛利元昭の妻）[1]
- 長男：康保（子爵。子に戸田康英）[1]
- 二男：康定（尼崎伊三郎養子）[1]
- 五男[2]：永井直邦（旧名・戸田邦光、貴族院子爵議員、永井直諒養子）[1]